# Haus Havixbeck

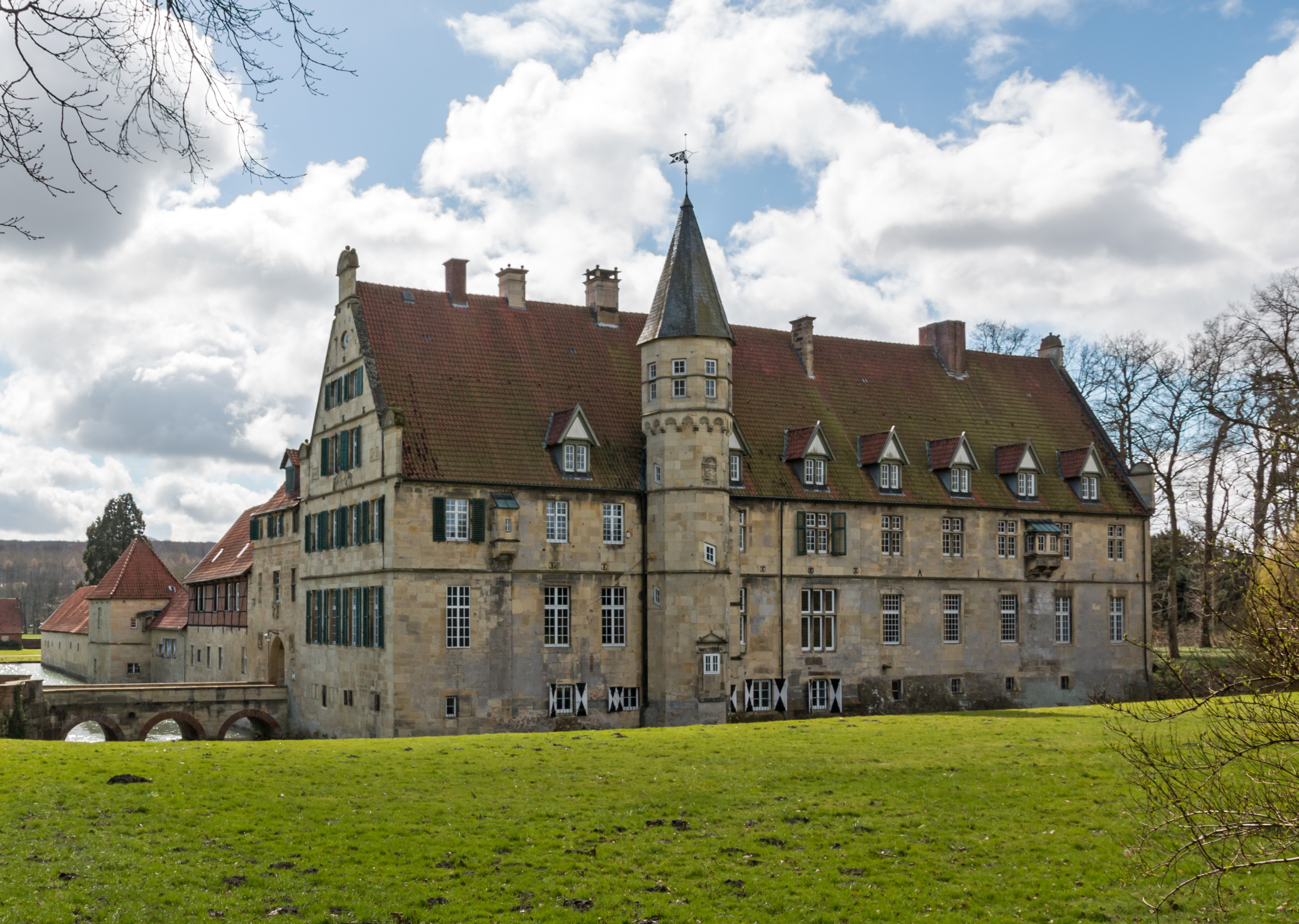
Haus Havixbeck von Nordosten

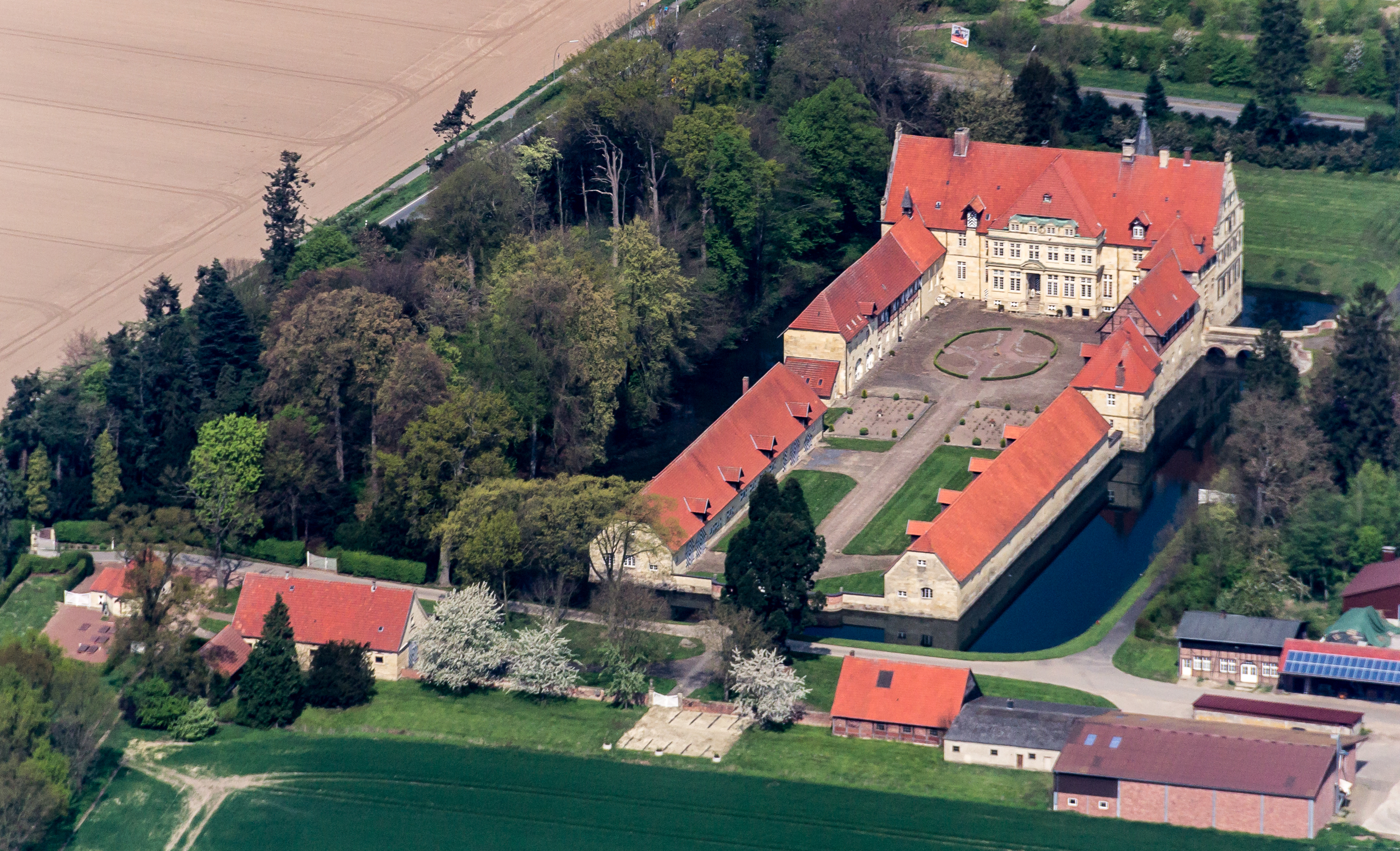
Luftbild der Anlage (2014)

Das Haus Havixbeck ist eines der zahlreichen, für das Münsterland typischen Wasserschlösser. Die Anlage befindet sich in der Gemeinde Havixbeck im Kreis Coesfeld und steht unter Denkmalschutz. Obwohl die Anlage manchmal auch Wasserburg Haus Havixbeck genannt wird, handelt es sich bei der Anlage jedoch um ein Schloss und nicht um eine Burg.
Das ab 1562 errichtete Haus ging aus einem mittelalterlichen Schulzengut hervor und kam zu Beginn des 17. Jahrhunderts durch Heirat an die Familie von Twickel, in deren Besitz es sich heute noch befindet. Die Gebäude werden von ihr bewohnt und bewirtschaftet und sind deshalb für die Öffentlichkeit nicht zugänglich. Die Außenanlagen können aber im Rahmen einer Führung des örtlichen Verkehrsvereins besichtigt werden.

## Geschichte

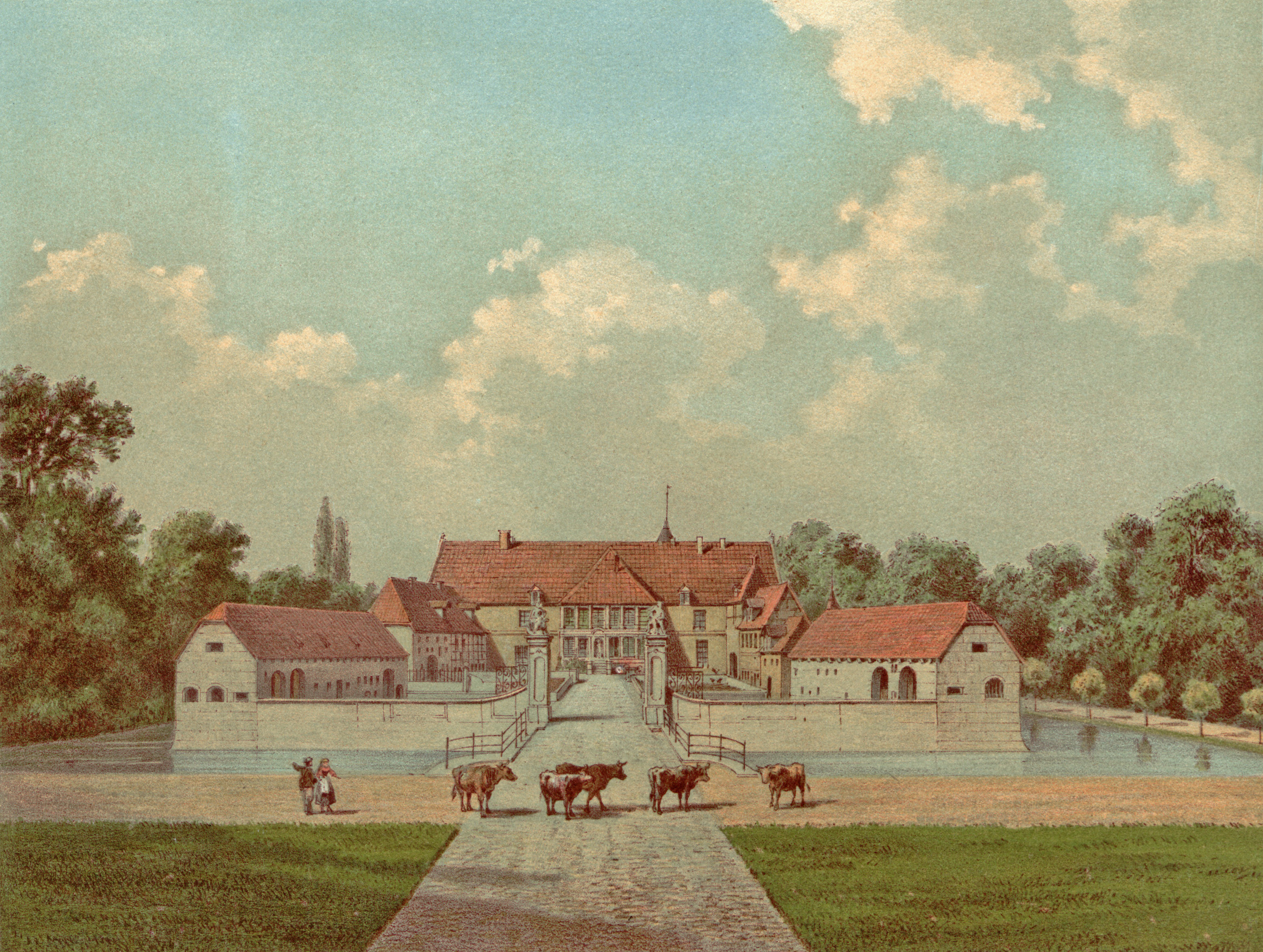
Haus Havixbeck von Süden auf einer Farblithografie aus den 1860er Jahren

Haus Havixbeck ging aus dem Brüningshof, einem Schulzengut des Stiftes St. Mauritz, hervor und gehörte zum damaligen Kirchspiel Havixbeck. Nachdem der Schulze Wigbold von Brüning (Wigbold Brunynck) ohne Leibeserben verstorben war, belehnte der Propst von St. Mauritz 1369 den Ritter Dietrich von Schonebeck mit dem Gut. Durch Heirat der Crissella von Schonebeck mit Sweder oder Assuerus von Bevern um das Jahr 1450 kam das Anwesen an diese Adelsfamilie. 1562 begann Johann von Bevern mit dem Bau des heutigen Herrenhauses im Stil der Renaissance, wovon ein datierter Kragstein kündet.
Das Haus blieb bis 1601 im Besitz der von Bevern. In jenem Jahr heiratete die Erbtochter Ermgard (auch Erminigardia) Rudolph von Twickel und brachte Haus Havixbeck als Mitgift in die Ehe. Rudolphs Nachfahre Christoph Bernhard wurde 1708 von Kaiser Joseph I. in den Reichsfreiherrenstand erhoben. Seine Familie ist noch heute Besitzerin der Schlossanlage.
Bis 1654 wurde dem damaligen Herrenhaus der heutige, westliche Teil angebaut. 20 Jahre später folgte die Errichtung eines massiven Torturms und eines Renteigebäudes, ehe dem Herrenhaus an der Südseite um 1700 mittig ein Portalvorbau angebaut wurde. 1711 erweiterte die Familie von Twickel das Herrenhaus ein kurzes Stück nach Osten. Zahlreiche Um-, Aus- und Neubauten fanden im 19. Jahrhundert statt. Dazu zählen unter anderem die Errichtung von Wirtschaftsgebäuden auf der Vorburg-Insel zu Beginn des Jahrhunderts, das Ersetzen der östlichen Zugbrücke durch eine gemauerte Brücke im Jahr 1831 und der Umbau der Remise 1862. Bis in die Zeit um 1850 präsentierte sich Haus Havixbeck als eine Anlage, deren Vor- und Kernburg auf separaten Inseln standen, die Zweiteilung wurde jedoch zu jener Zeit aufgehoben und der trennende Wassergraben zugeschüttet. Ebenfalls noch in das 19. Jahrhundert datiert die umfassende Erneuerung der Schlosskapelle durch Hilger Hertel im Jahr 1881, bei der auch viel umgestaltet wurde, sowie die Veränderung des Portalvorbaus.
Zu den letzten Veränderungen an der Bausubstanz des Wasserschlosses zählten 1905 die Installation einer festen Brücke am südlichen Zugang der Schlossinsel sowie die Umgestaltung des Giebels am Portalvorbau des Herrenhauses im Jahr 1934, bei dem er seine heutige Gestalt erhielt.

## Beschreibung
Haus Havixbeck ist eine dreiflügelige Schlossanlage, deren Hufeisenform sich nach Süden zur Vorburg hin öffnet. Die Schlossinsel ist von einer breiten Gräfte umgeben, die vom Schlautbach, einem Ursprungsarm der Münsterschen Aa, gespeist wird. Umgeben sind die Gebäude von einem großen englischen Landschaftspark, der jedoch noch den regelmäßigen Barockgarten erkennen lässt. Im Park steht eine kleine Kapelle aus dem 17. Jahrhundert.

### Gebäude
Zugang zur Schlossinsel gewährt im Süden eine gemauerte Brücke über die Gräfte, die zu einem von barocken Pfeilern flankierten Tor führt. Die Pfeiler tragen Putten und wurden um 1733 von Johann Conrad Schlaun entworfen. Gleiches gilt für die geschwungene Futtermauer sowie Pfeiler, die im Garten der Schlossanlage stehen und von Vasen bekrönt sind. Die Gebäude der symmetrischen Anlage wurden wie das 2,3 Kilometer entfernte Haus Stapel mehrheitlich aus Baumberger Sandstein errichtet. Lediglich die Obergeschosse zweier Bauten aus dem späten 17. Jahrhundert weisen Fachwerkbauweise auf.

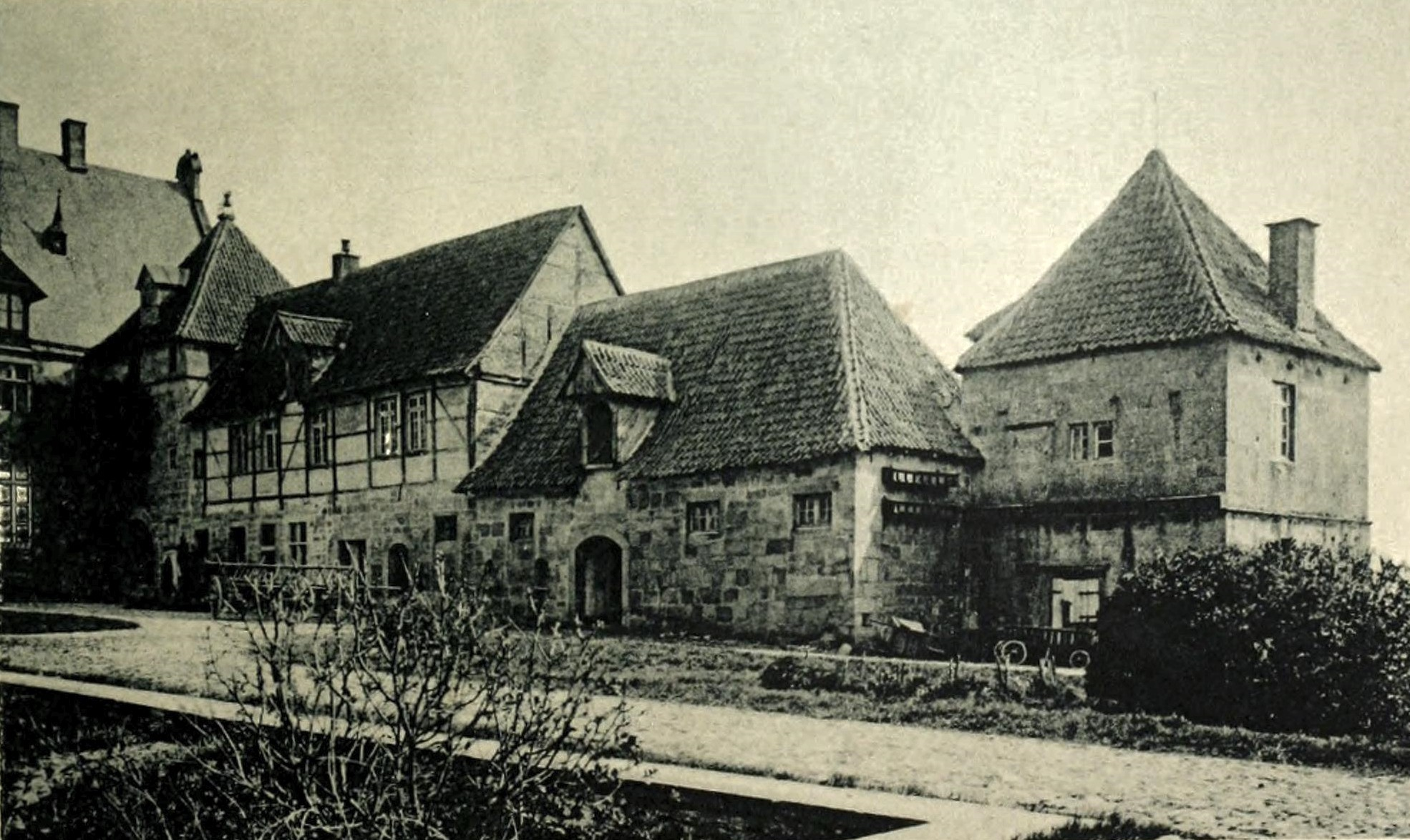
Nebengebäude des östlichen Seitenflügels; links im Bild: Torturm und Rentei

Von Süden kommend, fallen dem Betrachter zuerst zwei langgestreckte, eingeschossige Wirtschaftsgebäude mit Krüppelwalmdach ins Auge. Sie nehmen die komplette östliche und westliche Längsseite der ehemaligen Vorburginsel ein. Das Herrenhaus steht als Querbau am nördlichen Ende der Schlossinsel. Es erinnert in seiner Grundform an ein westfälisches Bauernhaus. Ihm schließen sich an seinen beiden Ende in südlicher Richtung die Nebengebäude wie Seitenflügel an. Dazu zählen an der Westseite eine im späten 19. Jahrhundert stark veränderte Schlosskapelle mit Dachreiter und eine Remise, deren Maueranker in Form der Jahreszahl 1862 vom Ende ihres Umbaus künden. Diesen Gebäuden gegenüber liegen an der anderen Inselseite ein massiver, dreigeschossiger Torturm von 1674, der einen zweiten Eingang zur Schlossinsel bietet, und eine sich daran anschließende Rentei aus etwa gleicher Zeit. Das Tor besitzt an der Außenfassade ein originelles Rufloch in Form eines Löwenkopfes und die Inschrift „WERDA“. Zu ihm führt eine gemauerte, dreibogige Brücke, die über eine rund 470 Meter lange Allee erreicht werden kann.
Das rechteckige, etwa 48 × 13 Meter messende Herrenhaus erhebt sich über drei Geschosse und ist von einem hohen, ziegelgedeckten Satteldach mit Gauben abgeschlossen. Sein Kern stammt – wie der achteckige Treppenturm an der Nordfassade mit Schieferhelm, vermauertem Eingang und Wappenschmuck – aus dem Jahr 1562. Eisenanker in Form der Jahreszahl 1654 zeugen von dem nachträglichen Anbau des westlichen Gebäudeteils, und ein kurzes Stück am östlichen Ende kam erst 1711 dazu. Die für das Münsterland typischen Dreistaffelgiebel des Gebäudes sind als Schaufassade gestaltet. Ihre Stufen besitzen kugelbesetzte, halbkreisförmige Aufsätze, deren Flächen mit einem Muschelrelief ausgefüllt sind. Der Ostgiebel weist neben dem Allianzwappen der Familien von Twickel und von Droste-Vischering die Jahreszahl 1711 auf. Die Geschosseinteilung ist dort anhand von Gurtgesimsen gut ablesbar. Der hofseitigen Südfassade ist mittig ein Portalvorbau Stil des flämischen Frühbarocks vorgesetzt. Obwohl in der symmetrischen Mitte des Herrenhauses gelegen, ist der fünfachsige Baukörper selbst unsymmetrisch. Der von Halbsäulen flankierte Eingang liegt nämlich nicht in der zentralen Mitte des Anbaus, sondern ist etwas nach Westen verschoben. Er ist von einem Rundbogengiebel mit Wappen im Giebelfeld bekrönt. Die zwei Geschosse des Vorbaus sind vertikal durch toskanisch-ionische Pilaster gegliedert und besitzen ein aufwändig gestaltetes Kranzgesims als oberen Abschluss.

### Inneneinrichtung

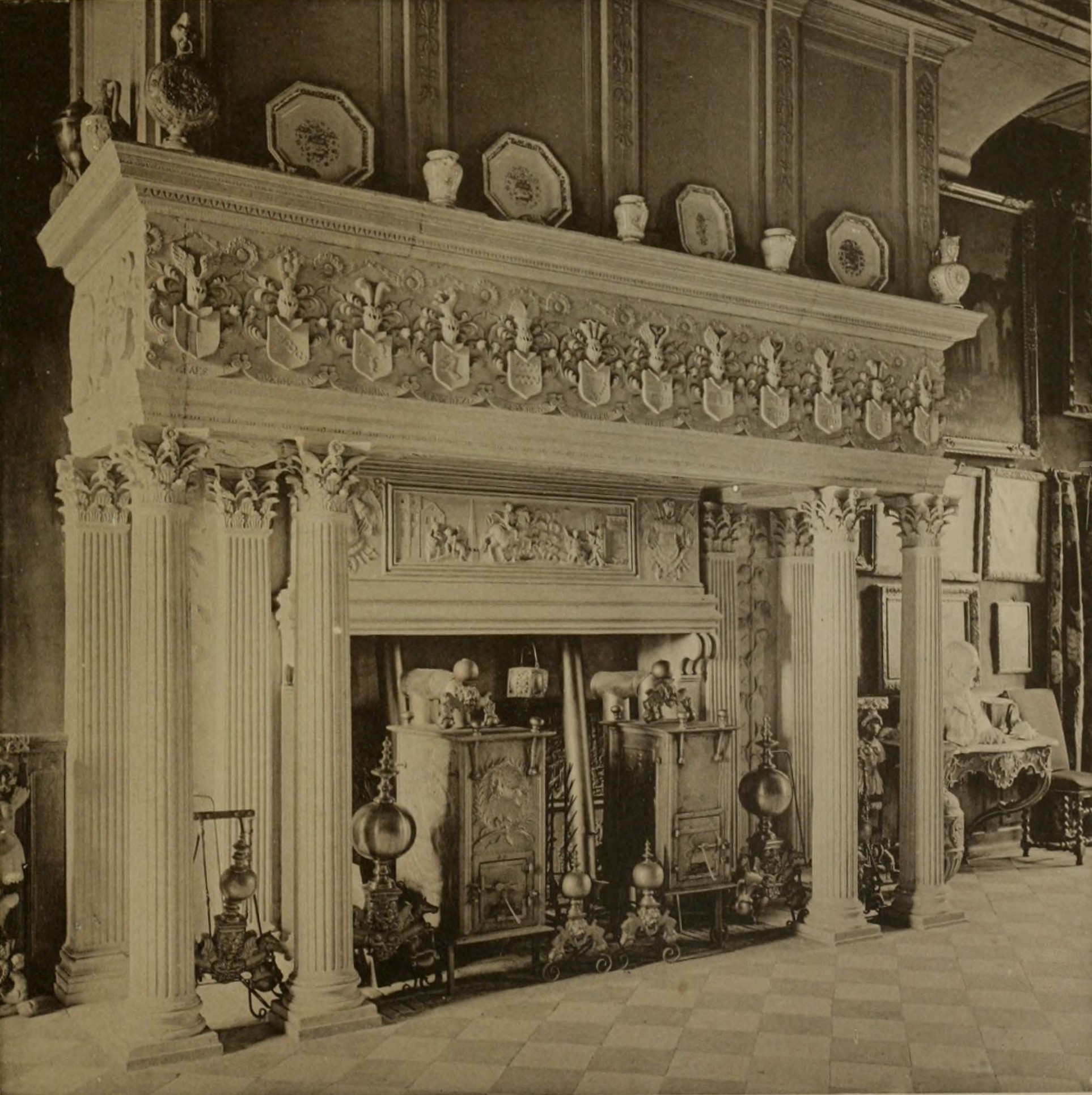
Prunkkamin im Rittersaal

In der westlichen Hälfte des Herrenhauses findet sich der Rittersaal aus dem Jahr 1651, der die gesamte Breite des Gebäudes einnimmt. Die Bretter und die schlicht ornamentierten Balken der Holzbalkendecke sind sichtbar. Dies ist die einzige sichtbare Holzbalkendecke aus dieser Zeit in Westfalen, denn es war zur Zeit der Erbauung üblich, die Deckenkonstruktion unter Stuckverzierungen zu verbergen. An der Stirnseite des mit einem zweifarbigen Plattenboden versehenen Raums steht ein großer Prunkkamin niederländischer Art mit einer Wappenfolge, die sich friesartig um den Kamin zieht. Im Herrenhaus existieren zwei weitere Kamine von 1562 und 1565, die ursprünglich auf Haus Lüttinghof installiert waren und kunsthistorisch ebenfalls bemerkenswert sind.